# William Bell (cầu thủ bóng đá, sinh năm 1905)
William Todd Bell (17 tháng 3 năm 1905 – 1937) là một cầu thủ bóng đá người Anh thi đấu ở vị trí hậu vệ. Ông thi đấu năm trận cho Sheffield United tại Football League First Division.